# Oberlandesgericht (Preußen)
Ein Oberlandesgericht (OLG) war zwischen 1808 und 1849 das Gericht zweiter Instanz der ordentlichen Gerichtsbarkeit im Königreich Preußen und die erste Instanz für eximierte Personen.

## Geschichte
Die Gerichte im Königreich Preußen hatten im HRR historisch gewachsene Aufgaben, Zuschnitte und Bezeichnungen. Im Rahmen der Preußischen Reformen versuchte man, eine einheitliche Systematik einzurichten und begann damit bei den Mittelgerichten. Die Verordnung wegen verbesserter Einrichtung der Provinzial-Polizei- u. Finanz-Behörden vom 26. Dezember 1808 bestimmte, dass die unter verschiedenen Bezeichnungen wie Oberamtsregierung oder Hofgericht firmierenden obersten Gerichte jedes Landesteils künftig Ober-Landesgericht heißen sollten. Das Kammergericht behielt seinen überkommenen Namen. Das Gleiche galt für die Gerichte der Rheinprovinz und in Neuvorpommern. Nach der Restrukturierung des Staatsterritoriums 1815 sollte jeder Regierungsbezirk zugleich das Departement (= Zuständigkeitsbereich) eines Oberlandesgerichts bilden. Konsequent umgesetzt wurde diese Regelung jedoch nur in den Regierungsbezirken Minden (Oberlandesgericht Paderborn), Münster (Oberlandesgericht Münster) und Köslin (Oberlandesgericht Köslin). Andere Oberlandesgerichtsdepartements erstreckten sich meist über Teile mehrerer Regierungsbezirke. Die Oberlandesgerichte waren formell Gerichte erster Instanz, allerdings gab es in allen Provinzen erstinstanzliche Untergerichte. Gegen deren Urteile waren die Oberlandesgerichte Appellationsinstanz. Nur für „eximierte“, also von der Gerichtsbarkeit der Untergerichte ausgenommene Personen, etwa Adlige, höhere Beamte, Geistliche, waren die Oberlandesgerichte auch de facto erstinstanzlich zuständig. Im Zuge der Justizreform von 1849 wurden die Oberlandesgerichte aufgehoben und Appellationsgerichte traten an ihre Stelle.

## Liste der Gerichte
| Oberlandesgericht                                             | Gerichtsbezirk | Sitz                   |
| ------------------------------------------------------------- | --- | ---------------------- |
| Oberlandesgericht Königsberg                                  | Provinz Preußen, Regierungsbezirk Königsberg                                                                                        | Königsberg             |
| Oberlandesgericht Insterburg                                  | Provinz Preußen, Regierungsbezirk Gumbinnen                                                                                         | Insterburg             |
| Oberlandesgericht Marienwerder                                | Provinz Preußen, Regierungsbezirk Danzig, Regierungsbezirk Marienwerder                                                             | Marienwerder           |
| Kammergericht Berlin                                          | Provinz Brandenburg, Regierungsbezirk Berlin, Regierungsbezirk Potsdam                                                              | Berlin                 |
| Oberlandesgericht Frankfurt (Oder)                            | Provinz Brandenburg, Regierungsbezirk Frankfurt                                                                                     | Frankfurt (Oder)       |
| Oberlandesgericht Stettin                                     | Provinz Pommern, Regierungsbezirk Stettin                                                                                           | Stettin                |
| Oberlandesgericht Cöslin                                      | Provinz Pommern, Regierungsbezirk Köslin                                                                                            | Cöslin                 |
| Oberappellationsgericht Greifswald                            | Provinz Pommern, Regierungsbezirk Stralsund (teilweise)                                                                             | Greifswald             |
| Oberlandesgerichtskommission Stralsund                        | Provinz Pommern, Regierungsbezirk Stralsund (teilweise)                                                                             | Stralsund              |
| Hofgericht von Pommern und Rügen                              | Provinz Pommern, Regierungsbezirk Stralsund (teilweise)                                                                             | Greifswald             |
| Oberlandesgericht Breslau                                     | Provinz Schlesien, Regierungsbezirk Breslau, Regierungsbezirk Reichenbach                                                           | Breslau                |
| Oberlandesgericht Liegnitz                                    | Provinz Schlesien, Regierungsbezirk Liegnitz                                                                                        | Liegnitz               |
| Oberlandesgericht Brieg, ab 1817 Oberlandesgericht Ratibor    | Provinz Schlesien, Regierungsbezirk Oppeln                                                                                          | Brieg, dann Ratibor    |
| Oberlandesgericht Posen                                       | Provinz Posen, Regierungsbezirk Posen                                                                                               | Posen                  |
| Oberlandesgericht Bromberg ab 1834                            | Provinz Posen, Regierungsbezirk Bromberg                                                                                            | Bromberg               |
| Oberlandesgericht Merseburg                                   | Provinz Sachsen, Regierungsbezirk Merseburg                                                                                         | Merseburg              |
| Oberlandesgericht Magdeburg                                   | Provinz Sachsen, Regierungsbezirk Magdeburg                                                                                         | Magdeburg              |
| Oberlandesgericht Halberstadt                                 | Provinz Sachsen, Regierungsbezirk Magdeburg                                                                                         | Halberstadt            |
| Oberlandesgericht Erfurt                                      | Provinz Sachsen, Regierungsbezirk Erfurt                                                                                            | Erfurt                 |
| Oberlandesgericht Naumburg                                    | Provinz Sachsen | Naumburg               |
| Oberlandesgericht Düsseldorf                                  | Rheinprovinz, Regierungsbezirk Düsseldorf                                                                                           | Düsseldorf             |
| Oberlandesgericht Emmerich                                    | Rheinprovinz, Regierungsbezirk Kleve                                                                                                | Emmerich               |
| Oberlandesgericht Köln                                        | Rheinprovinz, Regierungsbezirk Köln                                                                                                 | Köln                   |
| Oberlandesgericht Koblenz                                     | Rheinprovinz, Regierungsbezirk Koblenz                                                                                              | Koblenz                |
| Oberlandesgericht Münster                                     | Provinz Westfalen, Regierungsbezirk Münster                                                                                         | Münster                |
| Oberlandesgericht Minden, ab 1816 Oberlandesgericht Paderborn | Provinz Westfalen, Regierungsbezirk Minden                                                                                          | Minden, dann Paderborn |
| Oberlandesgericht Kleve, ab 1820 Oberlandesgericht Hamm       | Teile von Provinz Westfalen, Regierungsbezirk Arnsberg und Provinz Jülich-Kleve-Berg bzw. Rheinprovinz, Regierungsbezirk Düsseldorf | Hamm                   |
| Oberlandesgericht Arnsberg                                    | Provinz Westfalen, Regierungsbezirk Arnsberg                                                                                        | Arnsberg               |